# Cheiracanthium rupicola
Cheiracanthium rupicola är en spindelart som först beskrevs av Tord Tamerlan Teodor Thorell 1897.  Cheiracanthium rupicola ingår i släktet Cheiracanthium och familjen sporrspindlar. Inga underarter finns listade i Catalogue of Life.